# Kunszyno
Kunszyno (ros. Куншино) – wieś (dieriewnia) w Rosji, w rejonie czerepowieckim obwodu wołogodzkiego. W 2010 liczyła 19 mieszkańców.